# Akitu Sulcus
L'Akitu Sulcus è una struttura geologica della superficie di Ganimede.